# Pampa Bulldog
Der Pampa Bulldog, auch als Pampa T01 bezeichnet, ist ein argentinischer Lizenznachbau des Lanz Bulldog Modell D 1506. Er wurde anfangs von der I.A.M.E. (Industrias Aeronáuticas y Mecánicas del Estado), einer staatlichen Flugzeugfabrik, hergestellt. 1955 wurde die Firma in D.I.N.F.I.A. (Dirección Nacional de Fabricaciones e Investigaciones Aeronáuticas) umbenannt.

## Geschichte
Aufgrund der schlechten Versorgung mit landwirtschaftlichen Geräten und den schlechten Handelsbeziehungen mit den Vereinigten Staaten waren in Argentinien zu Beginn der 1950er Jahre besonders Traktoren Mangelware. Deshalb beschloss Argentiniens Präsident Juan Perón innerhalb von drei Monaten einen eigenen Traktor in Argentinien zu bauen. Perón beauftragte einige Experten, Landwirte in Argentinien zu befragen, welcher Traktor der zuverlässigste und einfachste sei. Die Wahl fiel auf den Lanz Bulldog. Ein Großteil der dreimonatigen Frist war jedoch nach dem Ende der Umfrage bereits abgelaufen. Man entschloss sich also dazu, zwei deutsche Lanz Bulldog aus Uruguay zu importieren. Einer der beiden wurde komplett zerlegt und an Betriebe zur Nachfertigung gegeben. Bei dem anderen tauschte man lediglich das Steigrohr des Bulldog gegen ein eigenes mit dem Schriftzug „I.A.M.E. PAMPA – Industria Argentina“ aus und lackierte den Schlepper vom typischen Lanzblau in einen hellen Orangeton um. Damit war 1952 der erste Pampa Bulldog entstanden und Perón hielt seine Frist wie versprochen ein.
Die Serienproduktion begann Mitte 1954. Der bis Mitte 1955 gebaute IAME Pampa T01 entsprach exakt dem Nachkriegs-Lanz Bulldog D1506 mit einer Leistung von 55 PS aus 10,5 Liter Hubraum mit Einzylinder-Zweitakt-Glühkopfmotor und Dachkantkotflügeln. Als nach dem Sturz Peróns 1955 die Bezeichnung von IAME auf DINFIA umgestellt wurde, gab es auch kleine Änderungen am Schlepper: So hat der ab Mitte 1955 gebaute DINFIA Pampa T01 ein etwas anderes Stehblech sowie Muschelkotflügel. Die Leistung wurde mit 60 PS angegeben, was aus einer Drehzahlerhöhung von 750 auf 830/min resultiert. Außerdem gab es kleine Änderungen am Bremssystem und an der Kurbelwellenabdichtung. Bei der Umbenennung wurden die Aufschriften am Schlepper ebenfalls von IAME zu DINFIA geändert. Die Umstellung erfolgte etwa bei Schleppernummer 2500, wobei im Übergangsbereich teilweise IAME-Teile mit DINFIA-Teilen kombiniert wurden. Es gibt aus diesem Grund auch DINFIA-Schlepper mit Dachkantkotflügeln und IAME-Typen mit Muschelkotflügeln.
1956 wurde die Produktion endgültig eingestellt wegen der geringen Nachfrage. Der Pampa wurde bis etwa 1963 auf dem Markt angeboten, bis alle Bestände ausverkauft waren. Die Anzahl der gebauten Schlepper ist nicht genau bekannt. Einige Quellen geben an, dass die Zahl der produzierten Traktoren etwa bei 3700 Stück lag. Andere Quellen gehen von rund 5000 produzierten Exemplaren aus.